# Karel Steigerwald
Karel Steigerwald (* 11. dubna 1945 Vacíkov) je český dramatik, scenárista a novinář.

## Život
Karel Steigerwald se narodil v roce 1945 ve Vacíkově na Příbramsku. Pochází z rodiny, jejíž předkové byli po dvě století lesníky, v této tradici pokračoval i jeho otec. Po maturitě na střední škole v Semilech se přihlásil na elektrotechnickou fakultu ČVUT v Praze, v průběhu studia však zjistil, že nechce být inženýrem „zaměstnaným od šesti do dvou v Tesle“. V říjnu 1967 proto začal studovat dramaturgii na FAMU. Během vysokoškolských studií přispíval do časopisů Student, Mladý svět, Literární listy a Listy.
Od roku 1973 byl scenáristou a dramaturgem Filmového studia Barrandov, odkud však v roce 1979 musel z politických důvodů odejít, ač napsal protiemigrantskou rozhlasovou hru Slabé odpolední slunce (1976), podílel se na populárním seriálu Jak se máte, Vondrovi? a údajně podepsal i tzv. Antichartu. (Podle Jiřího Peňáse podobnou výzvu, která se vymezovala proti Chartě 77, zformuloval s kolegy ve Filmovém studiu Barrandov dokonce ještě dříve.)
Po odchodu z Barrandova byl téměř po deset let ve svobodném povolání. Krátce (1984) pracoval jako dramaturg hraných pořadů v Krátkém filmu. Mimo jiné spolupracoval s Činoherním studiem v Ústí nad Labem, kde režisér Ivan Rajmont nastudoval v prvním uvedení dvě jeho hry (Dobové tance a Foxtrot). Od roku 1989 působil v činohře Divadla Na zábradlí jako autor, dramaturg a v letech 1991–1993 jako šéf činohry. Byl členem SSM.
Roku 1994 se stal volným spisovatelem, zároveň působí jako novinář nejdříve byl zástupcem šéfredaktora v Lidových novinách od roku 1998 publikuje v deníku MF Dnes. Jiří Paroubek několikrát zpochybnil jeho novinářskou nestrannost. Vytýkal mu příliš přátelské články vůči ODS a příliš kritické články vůči ČSSD a jeho osobě. Ve svém projevu po volbách do poslanecké sněmovny 8. 6. 2006 ho Jiří Paroubek spolu s dvěma dalšími novináři obvinil, že pracuje „v žoldu ODS“. Za toto obvinění se Jiří Paroubek o den později omluvil.
V letech 1993 až 1997 působil jako člen a místopředseda Rady České televize.
Steigerwald je podruhé ženatý. Jeho první manželkou byla Erna Dománová, má s ní dva syny, Daniela a Davida. Jeho druhou je herečka Eva Salzmannová. Otcem jeho druhé manželky je bývalý politik a bankéř Richard Salzmann.

## Dílo

### Drama
- Juro Jánošík, 1973
- Slabé odpolední slunce, 1976
- Dobové tance, 1980
- Foxtrot, 1982
- A tak tě prosím, kníže, 1982
- Neapolská choroba, 1984, v roce 1992 zpracováno jako rozhlasová dramatizace, režie Ivan Chrz. Osoby a obsazení: Komoří (Pavel Landovský), Werner (Karel Pospíšil), Knappe (Jiří Ornest), Schlizout (Jan Novotný), Představitel (Jiří Kodet), Zdravý (Rudolf Hrušínský mladší), Zdravá (Zdena Hadrbolcová) a Laura (Zuzana Bydžovská).[7]
- Jak hlouposti narostly parohy, 1986
- Tatarská pouť, 1988
- První kroky demokrata, 1990
- Hospoda všedního dne, 1990
- Italské pohyby, 1990
- Hoře, hoře, strach, oprátka a jáma, 1991
- Nobel, 1994
- Pronásledování a umučení dr. Šaldy, 2004
- Horáková x Gottwald. (Zabijeme ženskou, leknou se. Zvyknou si.), 2006
- Políbila Dubčeka (1968 – čas utopie), 2008
- Má vzdálená vlast, 2012
- Cena facky, 2016
- Liduschka (Baarová), 2019

### Ostatní
- Obrana sprostých slov, 1999 fejetony

V listopadu 2003 byla premiéra muzikálu Excalibur, ke kterému napsal libreto. Stejně jako pro autora hudby Michala Pavlíčka, byl i pro Steigerwalda tento příběh o lásce a zradě, křivdě a odpuštění muzikálovým debutem.